# Bitwa pod Pankami
Bitwa pod Pankami – jedna z bitew powstania styczniowego, stoczona  pod Pankami 26 lutego 1863 roku pomiędzy oddziałem powstańczym dowodzonym przez płk. Teodora Cieszkowskiego a formacją wojsk rosyjskich dowodzoną przez płk. Jewgrafa Alenicza.

## Przebieg bitwy
Teodor Cieszkowski, który zorganizował z polecenia Apolinarego Kurowskiego oddział składający się z niespełna 200 ludzi, ruszył z nim z Siewierza w kierunku Kozichgłów, a następnie szedł przez Poraj, Kamienicę Polską, Konopiska, Trzepizury i  Truskolasy. 26 lutego oddział zatrzymał się w Pankach, gdzie powstańcy otrzymali schronienie w tutejszych zakładach hutniczych i domach prywatnych. Kilku robotników pankowskich zakładów zasiliło szeregi powstańcze. Kiedy do Cieszkowskiego dotarła wiadomość o znajdującym się w pobliżu kilkunastoosobowym oddziale straży granicznej, wyruszył z dwudziestu kilkoma kawalerzystami przeciwko niemu. Zastępstwo powierzył dowódcy strzelców – młodemu oficerowi Antoniemu Serwatowiczowi. W tym czasie od Częstochowy nadciągnął płk. Alenicz na czele wojsk rosyjskich. Początkowo wysłał na zwiady kilkunastu kozaków, z których jeden zginął. Umieszczone pod Truskolasami armaty zaczęły ostrzeliwać hutę. Po krótkiej strzelaninie, w której ucierpiał jedynie komin pieca fryszerskiego, oddział powstańczy wycofał się do lasu, gdzie połączył się z powracającym Cieszkowskim, który sformował oddział. Po strzelaninie, w której Polacy nie ponieśli strat, oddział wymknął się z obławy Alenicza.
Wycofujący się po stoczeniu bitwy oddział Cieszkowskiego przybył 28 lutego do Mrzygłodu, gdzie 1 marca stoczył zwycięską bitwę.
Dowództwo rosyjskie podało komunikat, w którym informowano, że oddział Alenicza pod Pankami rozbił "bandę" składającą się z 401 ludzi, z których 50 zostało zabitych i rannych. Jedynie z powodu nadejścia nocy – głosił komunikat – wojska rosyjskie zaniechały ścigania bandy. Propaganda ta miała na celu wprowadzenie w błąd częstochowian i osłabienie ducha walki w okolicy.

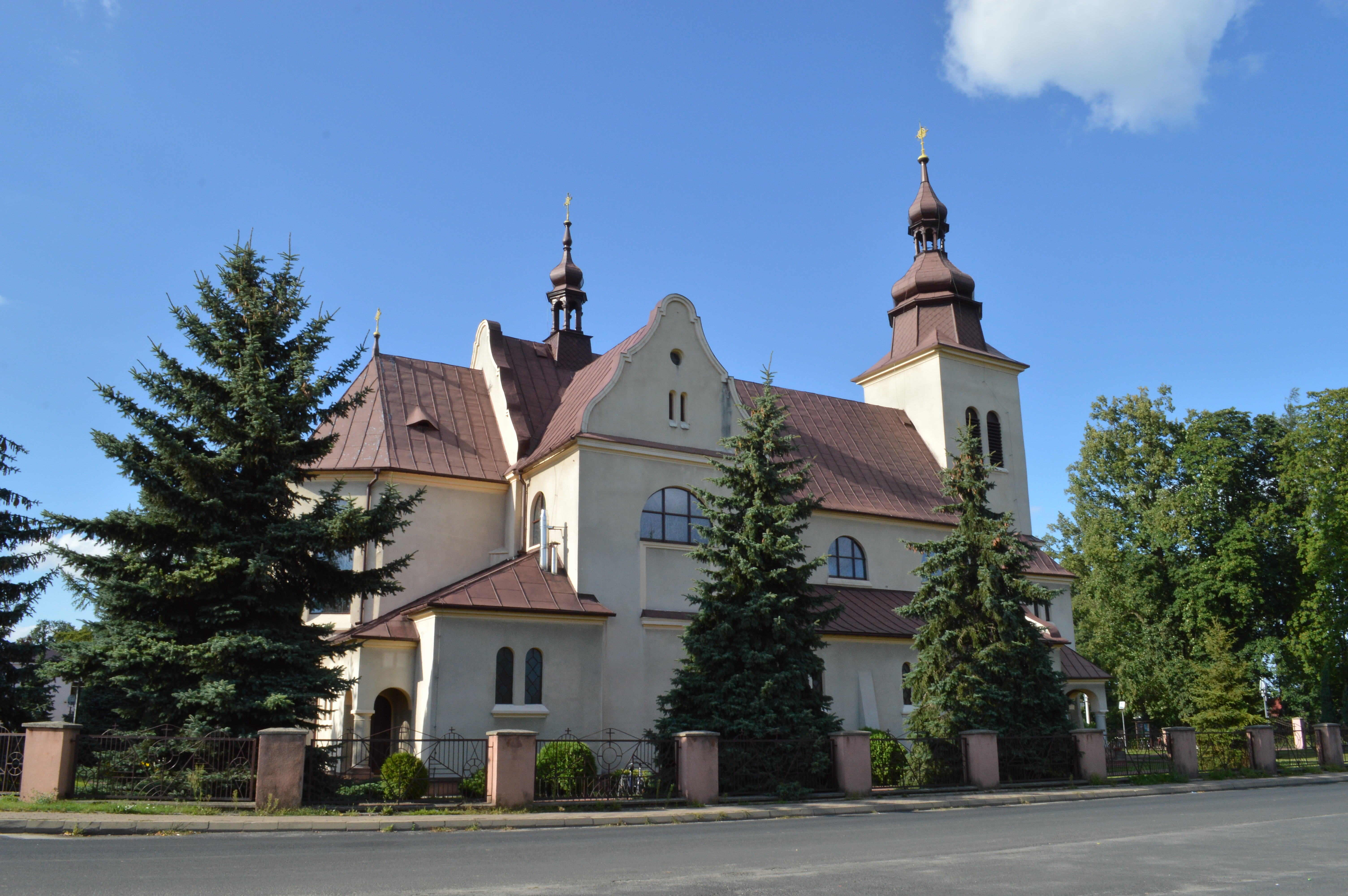
Kościół Świętej Rodziny wybudowany na fundamentach wielkiego pieca huty w Pankach